# Guáno

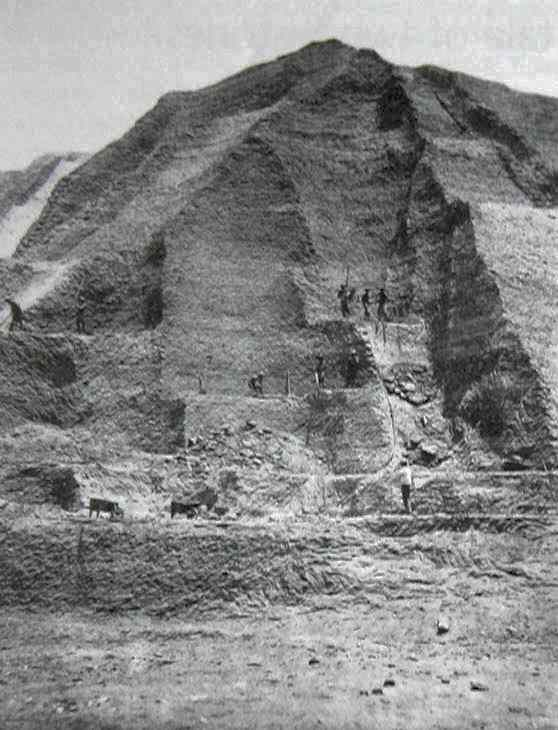
Těžba guána na ostrovech Chincha u pobřeží Peru (kol. 1860)

Guáno je nahromaděný trus mořských ptáků či netopýrů, ale také pravěkých ptakoještěrů, který se postupně za velmi dlouhou dobu nashromáždil do mohutných vrstev. Vzhledem k tomu, že mořští ptáci se živí především mořskými rybami, které samy o sobě ve svém těle obsahují velké množství hořčíku a fosforu, jsou tyto nadbytečné látky z ptačích těl zpětně vylučovány ven z jejich těla v ptačím trusu. Velké množství jedinců v ptačích koloniích pak způsobuje, že vrstvy jejich trusu relativně rychle přibývají.
Pro vysoký obsah amoniaku a fosforu se těží zvláště jako surovina pro výrobu hnojiv např. v Nauru nebo Chile.

## Česká obdoba
Ptačího trusu jako hnojiva se odedávna využívalo i v českých zemích při hnojení zahrad a polí. Na českém venkově se pro tyto účely používal či používá zejména trus kura domácího (neboli slepic) nebo trus holubí. Koncentrace dusičnanů a fosforečnanů (či jiných jim podobných látek) v ptačím trusu je mimořádně vysoká a pro rostliny v tak vysoké koncentraci bývá i škodlivá. Pro účely výroby hnojiva se prakticky každé guáno vyrobené z ptačího trusu musí ředit ve vhodném poměru (např. 1:100, 1:80, 1:50 apod.).

## Škodlivé účinky ptačího trusu
Ptačí trus, zejména od divokých či zdivočelých holubů volně žijících ve velkých městech (např. v Benátkách, Římě, Praze a v dalších historických městech) dělá velké problémy zejména při údržbě a ochraně cenných památek a venkovních uměleckých děl, neboť v kombinaci s dalšími nečistotami obsaženými v městském vzduchu (spaliny z motorů aut, kouř z lokálních topidel apod.) spolu s kyselým deštěm způsobuje rychlé zvětrávání hornin (např. pískovcových či opukových kvádrů či barokních soch na Karlově mostě v Praze), podstatně urychluje a zvyšuje i velmi nežádoucí korozi kovových předmětů (např. rez na karoseriích aut zaparkovaných na ulici apod.).